# Wahlkreis Campobasso (Senato della Repubblica)
Der Wahlkreis Campobasso war von 1993 bis 2005 und ist seit 2017 wieder ein Wahlkreis (italienisch collegio elettorale) für die Wahl des Senats.

## Von 1993 bis 2005

### Wahlkreisgebiet
Der Wahlkreis umfasste 43 Gemeinden: Acquaviva Collecroce, Bonefro, Campobasso, Campodipietra, Campolieto, Campomarino, Casacalenda, Castellino del Biferno, Castelmauro, Colletorto, Guardialfiera, Guglionesi, Jelsi, Larino, Lupara, Macchia Valfortore, Mafalda, Matrice, Monacilioni, Montefalcone nel Sannio, Montelongo, Montemitro, Montenero di Bisaccia, Morrone del Sannio, Palata, Petacciato, Pietracatella, Portocannone, Provvidenti, Ripabottoni, Roccavivara, Rotello, San Felice del Molise, San Giacomo degli Schiavoni, San Giovanni in Galdo, San Giuliano di Puglia, San Martino in Pensilis, Santa Croce di Magliano, Sant’Elia a Pianisi, Tavenna, Termoli, Toro und Ururi.

### Wahlergebnisse

#### Parlamentswahl 1994
| Kandidaten               | Kandidaten                     | Parteien                      | Stimmen | %    |
| ------------------------ | ------------------------------ | ----------------------------- | ------- | ---- |
|                          | Luigi Biscardigewählt          | Progressisti                  | 36.741  | 40,1 |
|                          | Oscar Mele                     | Polo del Buon Governo         | 27.271  | 29,7 |
|                          | Osvaldo Di Lembo               | Patto per l’Italia            | 15.679  | 17,1 |
|                          | Quintino Sergio B. De Notariis | Partito Popolare Progressista | 6.353   | 6,9  |
|                          | Fernando Tirabasso             | Socialdemocrazia              | 4.332   | 4,7  |
|                          | Rachele Orlando                | Rinnovamento                  | 1.306   | 1,4  |
| Gesamt                   | Gesamt                         | Gesamt                        | 91.682  | 100  |
|                          |                                |                               |         |      |
| Ungültige Stimmen        | Ungültige Stimmen              | Ungültige Stimmen             | 12.666  | 12,1 |
| Wähler                   | Wähler                         | Wähler                        | 104.348 | 74,7 |
| Wahlberechtigte          | Wahlberechtigte                | Wahlberechtigte               | 139.759 |      |
|                          |                                |                               |         |      |
| Quelle: Innenministerium |                                |                               |         |      |

#### Parlamentswahl 1996
| Kandidaten               | Kandidaten            | Parteien                      | Stimmen | %    |
| ------------------------ | --------------------- | ----------------------------- | ------- | ---- |
|                          | Luigi Biscardigewählt | L’Ulivo                       | 46.925  | 52,8 |
|                          | Antonino Maj          | Polo per le Libertà           | 32.821  | 37,0 |
|                          | Antonio Piciocco      | Fiamma Tricolore              | 4.813   | 5,4  |
|                          | Giovanni Di Stefano   | Partito Popolare Progressista | 2.976   | 3,4  |
|                          | Corradino Basso       | Partito Socialista            | 1.279   | 1,4  |
| Gesamt                   | Gesamt                | Gesamt                        | 88.814  | 100  |
|                          |                       |                               |         |      |
| Ungültige Stimmen        | Ungültige Stimmen     | Ungültige Stimmen             | 12.427  | 12,3 |
| Wähler                   | Wähler                | Wähler                        | 101.241 | 70,6 |
| Wahlberechtigte          | Wahlberechtigte       | Wahlberechtigte               | 143.309 |      |
|                          |                       |                               |         |      |
| Quelle: Innenministerium |                       |                               |         |      |

#### Parlamentswahl 2001
| Kandidaten               | Kandidaten                | Parteien                             | Stimmen | %    |
| ------------------------ | ------------------------- | ------------------------------------ | ------- | ---- |
|                          | Cinzia Datogewählt        | L’Ulivo                              | 34.272  | 36,3 |
|                          | Vittorio Rizzi            | Casa delle Libertà                   | 33.896  | 35,9 |
|                          | Giuseppe Monteleone       | Lista Di Pietro                      | 16.105  | 17,0 |
|                          | Vincenzo Rosario De Marco | Partito della Rifondazione Comunista | 4.879   | 5,2  |
|                          | Costanzo Pinti            | Democrazia Europea                   | 2.511   | 2,7  |
|                          | Antonio Piciocco          | Fronte Nazionale                     | 1.618   | 1,7  |
|                          | Fiorella Mancuso          | Lista Pannella-Bonino                | 1.241   | 1,3  |
| Gesamt                   | Gesamt                    | Gesamt                               | 94.522  | 100  |
|                          |                           |                                      |         |      |
| Ungültige Stimmen        | Ungültige Stimmen         | Ungültige Stimmen                    | 9.228   | 8,9  |
| Wähler                   | Wähler                    | Wähler                               | 103.750 | 71,2 |
| Wahlberechtigte          | Wahlberechtigte           | Wahlberechtigte                      | 145.637 |      |
|                          |                           |                                      |         |      |
| Quelle: Innenministerium |                           |                                      |         |      |

## Seit 2017

### Wahlkreisgebiet
Der Wahlkreis umfasst alle Gemeinden der Region.

### Wahlergebnisse

#### Parlamentswahl 2018
| Kandidaten               | Kandidaten             | Stimmen | %    | Listen                              | Stimmen | %    |
| ------------------------ | ---------------------- | ------- | ---- | ----------------------------------- | ------- | ---- |
|                          | Luigi Di Marziogewählt | 71.067  | 44,5 | Movimento 5 Stelle                  | 71.067  | 44,5 |
|                          | Angelo Michele Iorio   | 49.294  | 30,9 | Forza Italia                        | 25.265  | 15,8 |
| Lega per Salvini Premier | Angelo Michele Iorio   | 49.294  | 30,9 | 13.374                              | 8,4     |      |
| Noi con l’Italia – UDC   | Angelo Michele Iorio   | 49.294  | 30,9 | 6.233                               | 3,9     |      |
| Fratelli d’Italia        | Angelo Michele Iorio   | 49.294  | 30,9 | 4.422                               | 2,8     |      |
|                          | Enrico Colavita        | 28.212  | 17,7 | Partito Democratico                 | 24.076  | 15,1 |
| +Europa                  | Enrico Colavita        | 28.212  | 17,7 | 1.472                               | 0,9     |      |
| Italia Europa Insieme    | Enrico Colavita        | 28.212  | 17,7 | 1.350                               | 0,8     |      |
| Civica Popolare          | Enrico Colavita        | 28.212  | 17,7 | 1.314                               | 0,8     |      |
|                          | Gianmaria Palmieri     | 5.962   | 3,7  | Liberi e Uguali                     | 5.962   | 3,7  |
|                          | Paolo Marinucci        | 1.847   | 1,2  | Potere al Popolo!                   | 1.847   | 1,2  |
|                          | Enzo Lalli             | 1.427   | 0,9  | CasaPound Italia                    | 1.427   | 0,9  |
|                          | Roberto Pano           | 1.216   | 0,8  | Partito Comunista                   | 1.216   | 0,8  |
|                          | Annamaria D’Andrea     | 608     | 0,4  | Partito Valore Umano                | 608     | 0,4  |
|                          | Renato Lelli           | 86      | 0,1  | Partito Repubblicano Italiano – ALA | 86      | 0,1  |
| Gesamt                   | Gesamt                 | 159.719 | 100  |                                     | 159.719 | 100  |
|                          |                        |         |      |                                     |         |      |
| Ungültige Stimmen        | Ungültige Stimmen      | 6.931   | 4,2  |                                     |         |      |
| Wähler                   | Wähler                 | 166.650 | 71,3 |                                     |         |      |
| Wahlberechtigte          | Wahlberechtigte        | 233.710 |      |                                     |         |      |
|                          |                        |         |      |                                     |         |      |
| Quelle: Innenministerium |                        |         |      |                                     |         |      |

#### Parlamentswahl 2022
| Kandidaten                          | Kandidaten               | Stimmen | %    | Listen                                                  | Stimmen | %    |
| ----------------------------------- | ------------------------ | ------- | ---- | ------------------------------------------------------- | ------- | ---- |
|                                     | Claudio Lotitogewählt    | 55.617  | 42,9 | Fratelli d’Italia                                       | 28.985  | 22,3 |
| Forza Italia                        | Claudio Lotitogewählt    | 55.617  | 42,9 | 16.473                                                  | 12,7    |      |
| Lega per Salvini Premier            | Claudio Lotitogewählt    | 55.617  | 42,9 | 8.460                                                   | 6,5     |      |
| Noi Moderati                        | Claudio Lotitogewählt    | 55.617  | 42,9 | 1.699                                                   | 1,3     |      |
|                                     | Ottavio Antonio Balducci | 31.756  | 24,5 | Movimento 5 Stelle                                      | 31.756  | 24,5 |
|                                     | Rossella Gianfagna       | 30.519  | 23,5 | Partito Democratico – Italia Democratica e Progressista | 23.813  | 18,4 |
| Alleanza Verdi e Sinistra           | Rossella Gianfagna       | 30.519  | 23,5 | 3.760                                                   | 2,9     |      |
| +Europa                             | Rossella Gianfagna       | 30.519  | 23,5 | 2.014                                                   | 1,6     |      |
| Impegno Civico – Centro Democratico | Rossella Gianfagna       | 30.519  | 23,5 | 932                                                     | 0,7     |      |
|                                     | Carla Gianmaria          | 6.061   | 4,7  | Azione – Italia Viva                                    | 6.061   | 4,7  |
|                                     | Rossano Pazzagli         | 2.306   | 1,8  | Unione Popolare                                         | 2.306   | 1,8  |
|                                     | Nicola Lanza             | 2.054   | 1,6  | Italia Sovrana e Popolare                               | 2.054   | 1,6  |
|                                     | Antonio Visco            | 1.380   | 1,1  | Noi di Centro – Europeisti                              | 1.380   | 1,1  |
| Gesamt                              | Gesamt                   | 129.693 | 100  |                                                         | 129.693 | 100  |
|                                     |                          |         |      |                                                         |         |      |
| Ungültige Stimmen                   | Ungültige Stimmen        | 8.330   | 6,0  |                                                         |         |      |
| Wähler                              | Wähler                   | 138.023 | 56,6 |                                                         |         |      |
| Wahlberechtigte                     | Wahlberechtigte          | 243.884 |      |                                                         |         |      |
|                                     |                          |         |      |                                                         |         |      |
| Quelle: Innenministerium            |                          |         |      |                                                         |         |      |